# Semantisches Datenmodell
Ein Semantisches Datenmodell (SDM, englisch auch conceptual schema) ist im Rahmen der Datenmodellierung eine abstrakte, formale Beschreibung und Darstellung eines Ausschnittes der in einem bestimmten Zusammenhang (z. B. eines Projekts) „wahrgenommenen Welt“. Zur Formulierung semantischer Datenmodelle existieren verschiedene Modellierungssprachen, von denen das  Entity-Relationship-Modell das bekannteste ist.
Abweichende Bezeichnungen:
Für semantische Modelle werden in der Praxis, geprägt von unterschiedlichen Methodenansätzen oder betrieblichen Gewohnheiten, auch andere Begriffe benutzt, zum Beispiel: konzeptionelles (Daten-)Modell, konzeptuelles Datenbankschema, Konzeptmodell, logisches Modell, Informationsstruktur, Informationsmodell.

## Zweck
- Am häufigsten wird es im Rahmen der Konzeptionsphasen in Projekten der Softwareentwicklung erarbeitet – letztlich als Grundlage für die Entwicklung / Inbetriebsetzung einer Datenbank.
- Bereichs- oder Unternehmens-Datenmodell: Für einzelne betriebliche Bereiche oder das gesamte Unternehmen werden Modelle erstellt, die in einzelnen Projekten als Entwurfsmuster bzw. Referenzmodell benutzt werden sollen / können. Benutzt werden hieraus z. B. die festgelegten Bezeichnungen, die textuellen  Beschreibungen oder auch die Bezeichnungen, mit denen die Komponenten in Benutzermedien (wie Bildschirm- oder Listendarstellungen) genannt werden sollen / können (z. B. Kurz- / Langform …).
- Unabhängig von der Zielsetzung 'Modell für Datenbanken' ist es geeignet, beliebige Informationszusammenhänge eindeutig und übersichtlich darzustellen, z. B. Rollen, Rechte und Beteiligte in Organisationsstudien, Metamodelle in Methodenhandbüchern usw.

Arbeitsmethodisch hat ein semantisches Datenmodell in datenorientierten Projekten den Zweck, bereits in frühen, noch nicht IT-technisch bestimmten Projektphasen alle fachlich relevanten Aspekte um das Thema 'Daten' möglichst genau und vollständig sowie einheitlich strukturiert aufzunehmen und darzustellen. Dabei gilt:
- Es gibt nur wenige Darstellungsmittel; diese sind einfach zu verstehen und anzuwenden.

Das sind i. d. R. eine grafische Übersicht und textliche Beschreibungen je ermitteltem Begriff.
- Alle fachlich wichtigen Aspekte zu den als relevant festgestellten Daten werden möglichst genau definiert.

Welche gibt es? Was ist darunter zu verstehen? Wie gehören sie zusammen? Was kann, was muss sein? …
- IT-technische Implementierungsaspekte spielen noch keine Rolle.

Beispiel: Form der Datenspeicherung, Zugriffsmethoden, Information nur berechnen oder auch speichern? …
- Das Modell ist keine 'technische Dokumentation'. Vielmehr kennen / verstehen fachlich orientierte Projektmitarbeiter (nach kurzer Einweisung in die Methodik) alles, was darin dargestellt und beschrieben ist.

Aus finaler Sicht soll das frühe Erstellen semantischer Modelle zu hoher Datenqualität führen, die ihrerseits die Qualität der Ergebnisse eines Projekts (ein Datenhaltungssystem) und die Qualität von Prozessen (Effizienz in der Projektarbeit und in den Unternehmensprozessen) mitbestimmt. Auch unterstützen Datenmodelle durch ihre begriffs- und strukturbildende Wirkung die Unternehmenskommunikation – in Projekten und im Geschäftsbetrieb, fachlich und technisch.

## Bestandteile
Aus welchen Bestandteilen ein semantisches Modell besteht, ist von der jeweiligen Modellierungssprache abhängig. Siehe auch Entity-Relationship-Modell.
Ein Beispiel für wesentliche Arbeitsinhalte bei der Erstellung eines semantischen Modells:
- Aus den als kontextrelevant ermittelten 'Informationsbegriffen' werden Einheiten ('Entitäten') identifiziert und – als 'Entitätstypen' – benannt, „ÜBER die“  Informationen verarbeitet und/oder gespeichert werden müssen.

Beispiel (Banken): Name, Geburtsdatum, Kontoeröffnungsdatum, Überweisungsbetrag, Saldo, Zinssatz, Postleitzahl werden sinnvoll zu PERSON, KONTO, ÜBERWEISUNG, ORT zusammengefasst.
- Es wird ermittelt, welche Beziehungen (ebenfalls kontextrelevant) zwischen diesen Entitäten bestehen oder bestehen können.

Beispiel: Jedes KONTO gehört 1 Person; Umkehrung: jede PERSON kann mehrere Konten unterhalten.
- Die ermittelten Sachverhalte werden textuell beschrieben und i. d. R. grafisch dargestellt, z. B. durch ein ER-Diagramm.

Form, Inhalte und Begriffe erstellter Datenmodelle können sehr unterschiedlich sein und sind z. B. von folgenden Kriterien abhängig (jeweils mit möglichen Beispielen):
- Verwendete Modellierungsmethodik: Nach UML erstellte Modelle sehen anders aus als nach ERM erstellte.
- Zweck der Modellerstellung: Datenbank-Neudesign erfordert detailliertere Beschreibungen als wenn (z. B. in einem Wartungsprojekt) die zu verarbeitenden Daten bereits existieren.
- Verwendete Modellierungswerkzeuge: Grafikform von Beziehungen (Raute oder Linie …), Bezeichnung von Begriffen (Beziehung, Relation) sind werkzeugspezifisch unterschiedlich.
- Projekt- / unternehmensspezifischen Regeln: Detaillierungsgrad der Modellierung (z. B. bei Beziehungen); Vorgabe „Das Datenmodell wird erst im DV-Konzept erstellt“

## Modellierungssprachen
Die vorherrschende Sprache zur Beschreibung von semantischen Datenmodellen ist das 1976 von Peter Chen konzipierte Entity-Relationship-Modell (ER-Modell) oder eine ihrer zahlreichen Erweiterungen. In der Praxis werden auch häufig vereinfachte Modelle wie die Martin-Notation verwendet. Daneben wird, insbesondere zur objektorientierten Modellierung, die Unified Modeling Language (UML) eingesetzt.

## Forschung
Seit 1979 findet (ab 1985 jährlich) die International Conference on Conceptual Modeling (ER, früher International Conference on the Entity Relationship Approach) statt.